# Gabón en los Juegos Olímpicos de la Juventud 2018
Gabón participó en los Juegos Olímpicos de la Juventud 2018 en Buenos Aires, Argentina, del 6 al 18 de octubre de 2018. Su delegación estuvo conformada por cinco atletas en tres disciplinas. No obtuvo medallas en las justas.

## Medallero
| Presea        | Medalla de oro | Medalla de plata | Medalla de bronce | Total |
| ------------- | -------------- | ---------------- | ----------------- | ----- |
| TOTAL OFICIAL | 0              | 0                | 0                 | 0     |

## Disciplinas

### Judo
Gabón clasificó a dos atletas en esta disciplina.
- Individual masculino - Loreince Nanekoula
- Individual femenino - Augusta Ambourouet

### Natación
Gabón clasificó a dos atletas en esta disciplina.
- Eventos femeninos - Tarann Ambonguilat y Gaelle Zame

### Taekwondo
Gabón clasificó a un atleta en esta disciplina.
- Individual masculino - Merveille Marindi